# Оливье, Генрих
Генрих Оливье (нем. Heinrich Olivier; 2 июля 1783, Дессау — 3 марта 1848, Берлин) — немецкий художник: живописец-акварелист, рисовальщик и литограф.

## Семья художников Оливье
Из пятерых детей швейцарского учёного, педагога и писателя Людвига Генриха Фердинанда (Луи) Оливье (1759—1815), проживавшего в Дессау (Саксония-Анхальт) с 1780 года, и его жены, придворной оперной певицы Луизы, урождённой Нидхардт (1753—1841), трое сыновей стали художниками. Родители находились на службе у просвещённого герцога Леопольда III. Благоприятная духовная атмосфера небольшого герцогства сформировала способности братьев-художников для их дальнейшей профессиональной карьеры.
Старший сын Генрих Оливье (1783—1848), живописец-акварелист и литограф, прославился композицией «Тройственный союз», изображающей взявшихся за руки трёх императоров, победителей Наполеона Бонапарта.
Фердинанд Иоганн фон Оливье (1785—1841) стал живописцем, рисовальщиком и литографом академического направления. В художественном отношении был близок назарейцам. Работал в Мюнхене, Дрездене, Париже и Вене. Третий брат Вольдемар Фридрих фон Оливье (1791—1859) — живописец и художник-график немецкого романтизма.
Под фамилией Оливье известны и другие художники и мастера художественных ремёсел: живописцы-миниатюристы, гравёры, медальеры, ювелиры. Многие из них работали в Париже в XVII—XIX веках, но они, скорее всего, были представителями иных семей.

## Биография и творчество Генриха Оливье

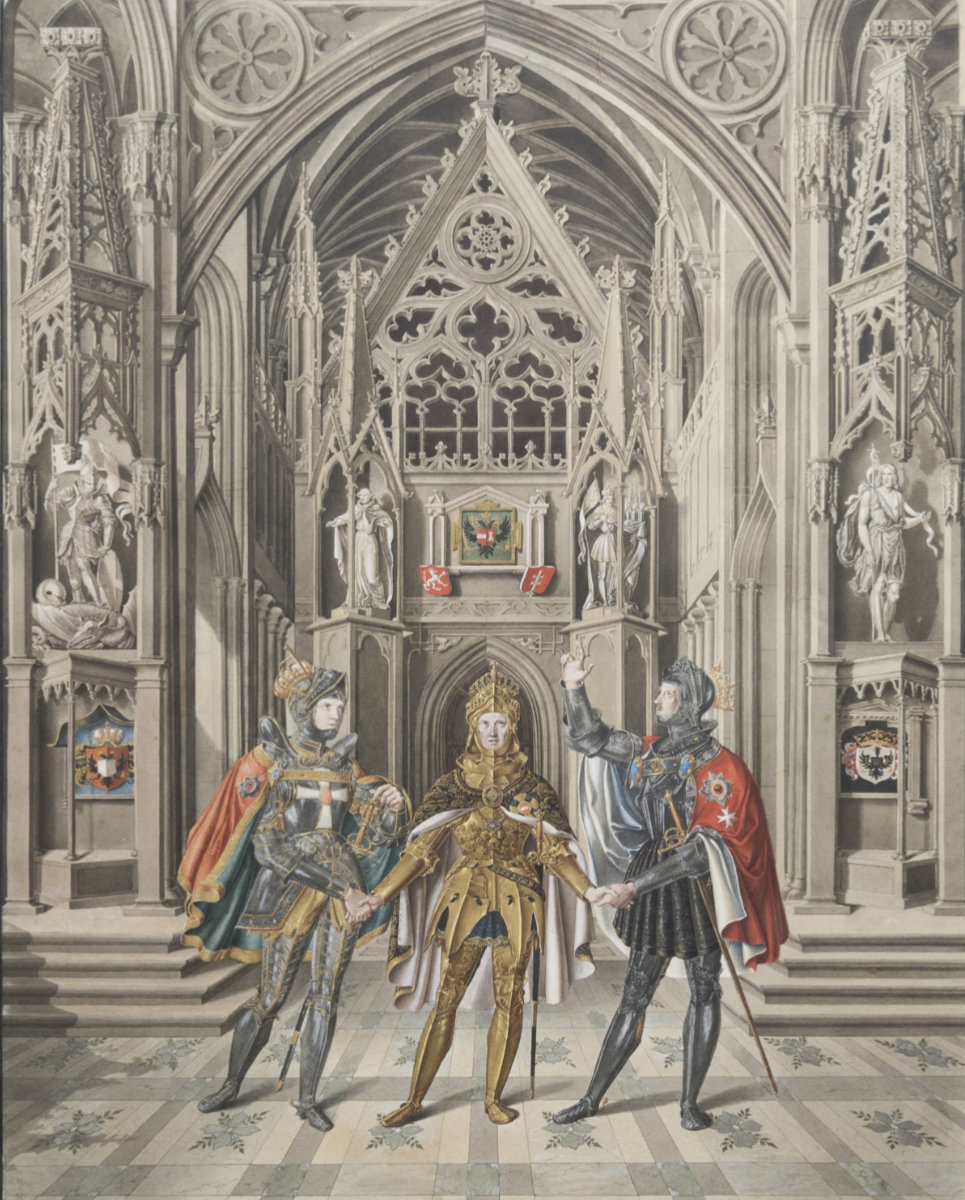
Свящённый союз. 1815. Бумага, гуашь. Картинная галерея, Дессау

Как и его братья, Генрих Оливье получил первые художественные уроки у Карла Вильгельма Кольбе и Иоганна Кристиана Хальденванга между 1801 и 1802 годами. С 1801 года Оливье также изучал филологию в Лейпцигском университете. Вполне вероятно, что там же он брал уроки в Академии живописи. По случаю академической выставки 1803 года среди студенческих работ была показана работа, подписанная Генрихом Оливье.
В 1804 году он присоединился к своему брату Фердинанду, который отправился в Дрезден. Три года спустя он последовал за братом в Париж. Там он копировал произведения Рафаэля, находившиеся в то время в Музее Наполеона (так называли Лувр). В Париже он создал две картины маслом — «Тайная вечеря» и «Крещение Христа» — для недавно построенной неоготической церкви на окраине пейзажного парка Вёрлиц в Германии (Саксония-Анхальт). Во всех более поздних работах Генрих также оставался приверженным неоготическому стилю. В 1810 году Генрих Оливье вернулся из Парижа и работал в Дессау до 1813 года. В том же году он вступил в Немецкий легион в качестве офицера. Когда освободительные войны закончились, Оливье отправился в Вену к брату Фердинанду.
С 1814 по 1817 год Генрих Оливье жил в Вене, где в 1815 году было создано его самое известное произведение: «Священный союз», или «Аллегория Реставрации», навеянное актуальными политическими событиями: окончанием наполеоновских войн и Венским конгрессом, на котором императоры-победители обсуждали будущее Европы. Композиция Оливье стала одним из программных произведений неоготики и, одновременно, предвещала новый период затишья культуры в период бидермайера.
Художник представил российского императора Александра I (слева), императора Австрии Франца I (в центре) и прусского короля Фридриха Вильгельма III (справа), облачённых в рыцарские доспехи перед алтарём готического храма.
В то время он зарабатывал на жизнь иллюстрациями для некоторых журналов, в основном для «Peace Leaves». Затем снова жил в Дессау, а потом в поисках работы отправился в Берлин, где зарабатывал учителем рисования. Художник скончался 3 марта 1848 года в Берлине в возрасте шестидесяти пяти лет.

## Галерея

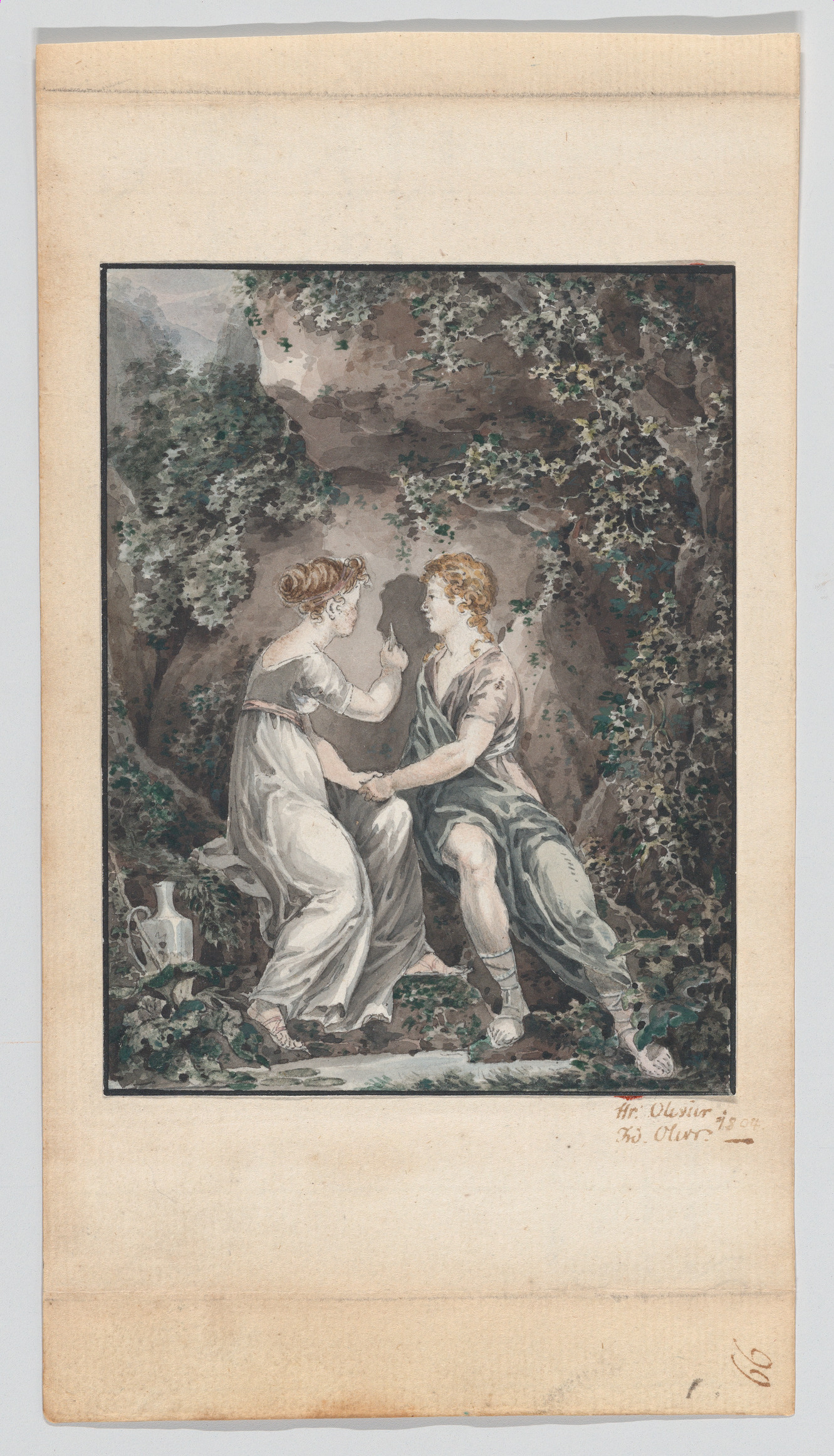
Происхождение искусства рисунка. Легенда о дочери Бутада. 1804. Бумага, акварель, чернила. Метрополитен-музей, Нью-Йорк
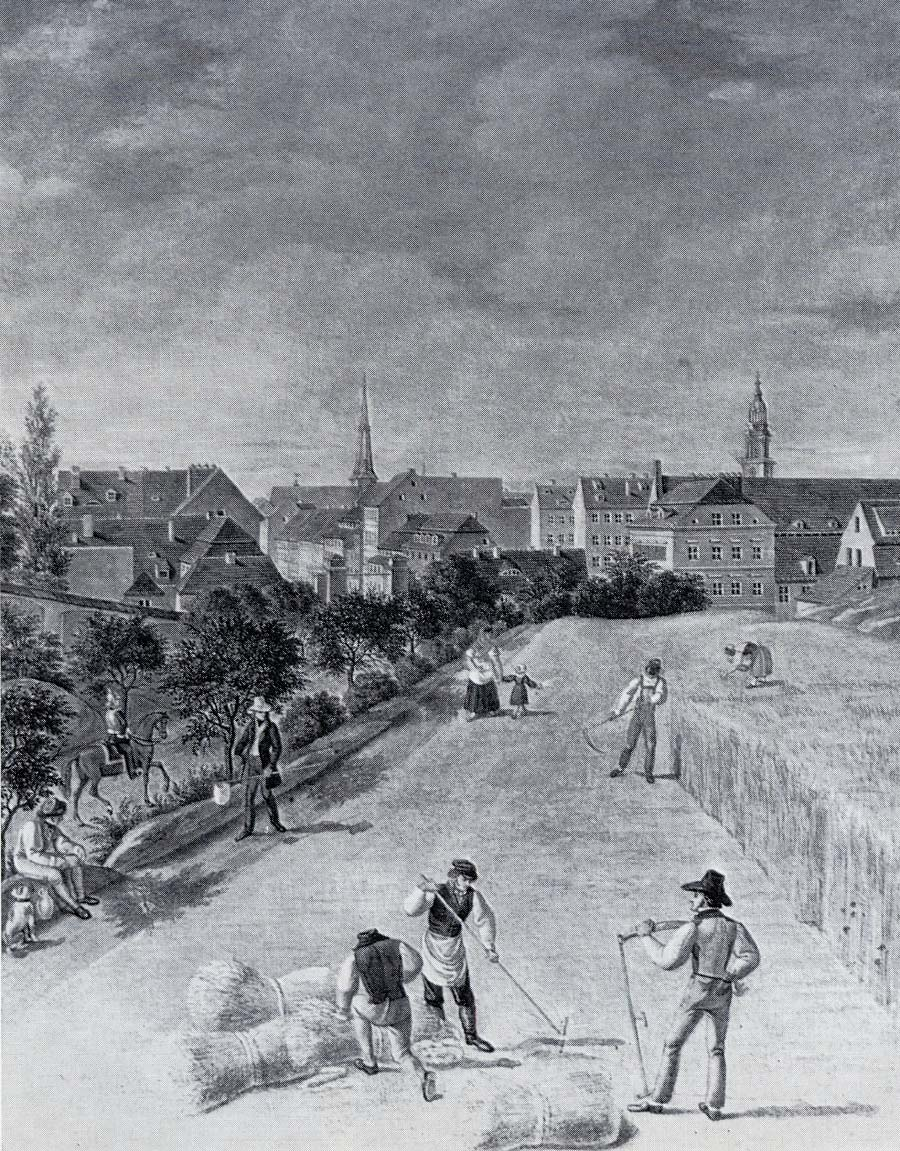
Ворота Пренцлау в Берлине. 1847. Бумага, акварель
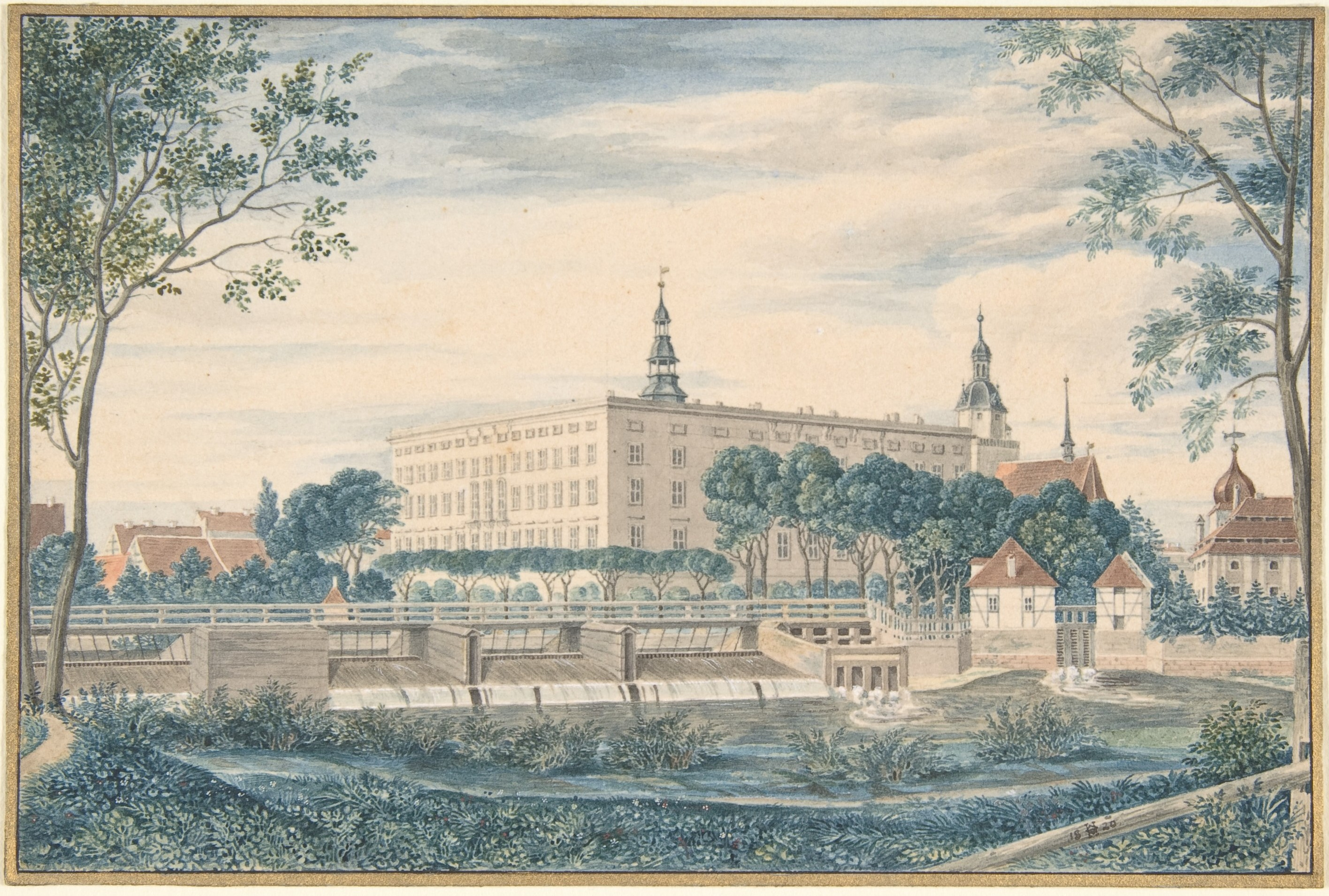
Вид замка в Дессау. 1820. Бумага, акварель. Метрополитен-музей, Нью-Йорк
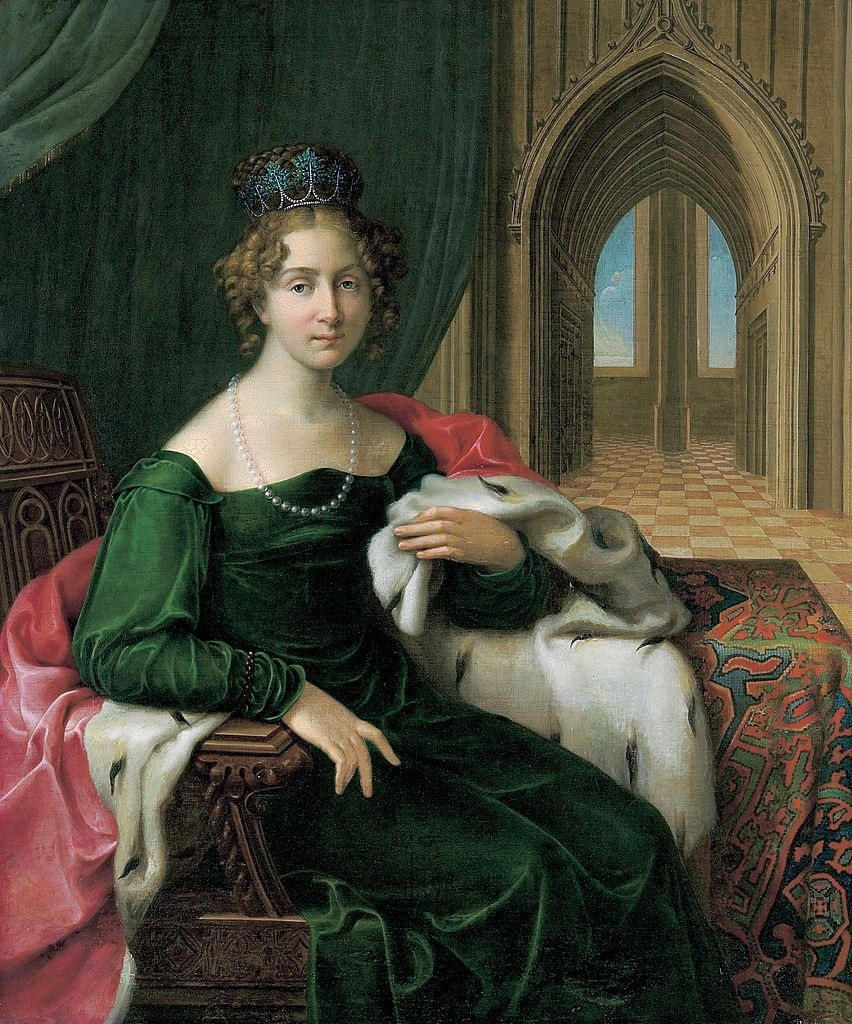
Портрет принцессы Фридерики герцогини Саксонии-Анхальт в зелёном бархатном платье и накидке, отороченной горностаем
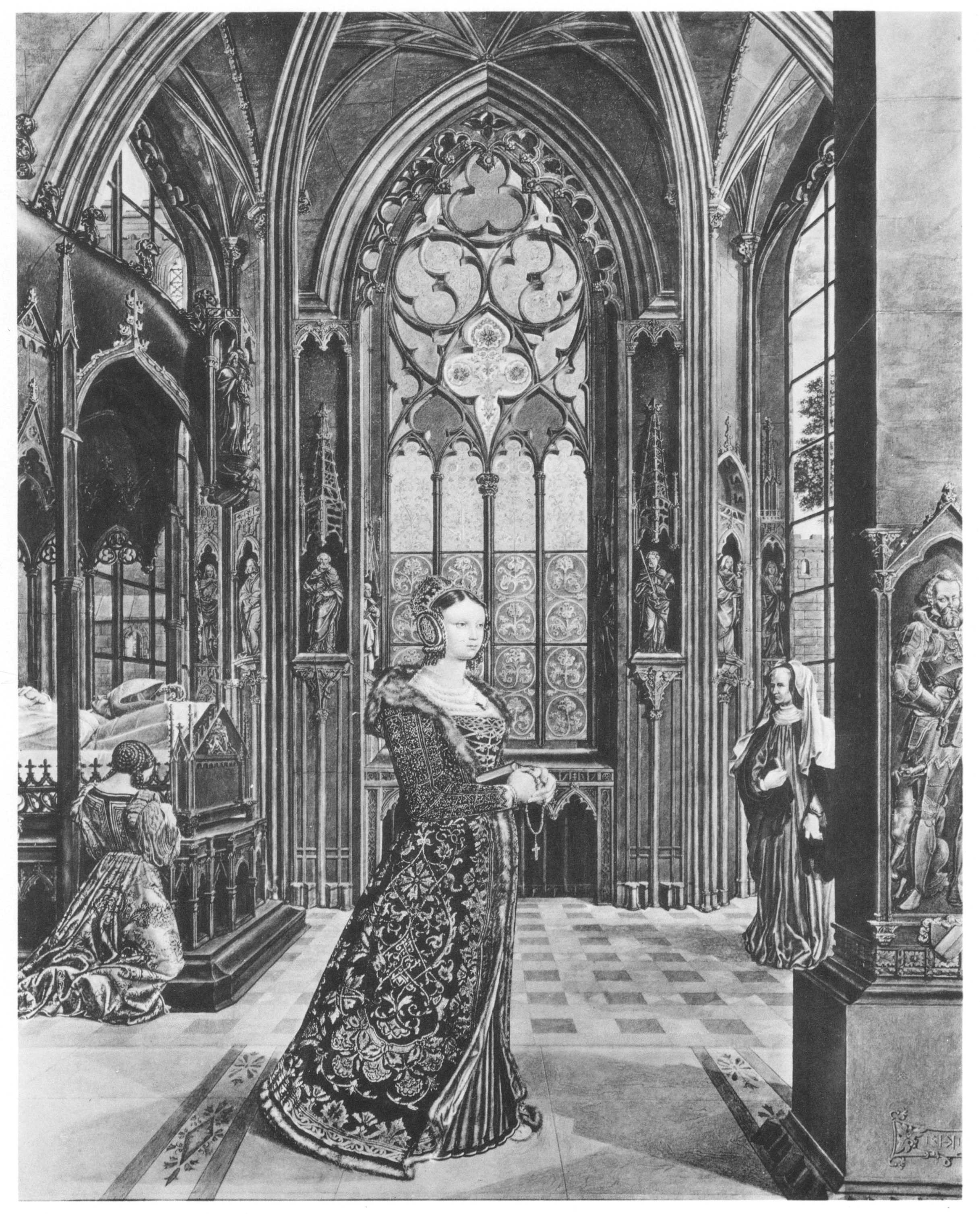
Дама в готической капелле. 1817. Репродукция